# Merremia verdcourtiana
Merremia verdcourtiana är en vindeväxtart som beskrevs av J. Lejoly och S. Lisowski. Merremia verdcourtiana ingår i släktet Merremia och familjen vindeväxter. Inga underarter finns listade i Catalogue of Life.